# Crocifisso (Benvenuto Cellini)
Il Crocifisso è una scultura marmorea di Benvenuto Cellini, eseguita tra il 1556 e il 1562 e conservata nel Monastero di San Lorenzo di El Escorial.

## Storia
Il Crocifisso venne realizzato in seguito a un periodo di desolazione spirituale di Cellini durante il soggiorno in carcere a Roma, prima a Tor di Nona e poi a Castel Sant'Angelo nel quale lo scultore era stato imprigionato nel 1539, accusato di aver derubato, dopo il Sacco di Roma, alcune pietre preziose dal triregno papale. Il racconto che Benvenuto fece di quest'esperienza è uno dei più straordinari e appassionanti tra quelli contenuti nella Vita. Isolato «in una stanza oscurissima, dove era dell'acqua assai, piena di tarantole e di molti vermi velenosi» Cellini, orripilato, racconta di aver trovato conforto nella lettura della Bibbia e nella recita di preghiere davanti a immagini da lui stesso tracciate sul muro della cella. Nel buio pressoché assoluto che regnava in quella fetida cella, disperato, gemeva invocando Dio affinché gli concedesse di vedere per l'ultima volta la luce del sole.
In quello stesso momento, guidato da «un giovane di prima barba; con faccia meravigliosissima, bella, ma austera, non lasciva», ebbe la visione di un sole raggiato che, scomparsi i raggi, iniziò a ingrandirsi e a gonfiarsi fino a trasformarsi in una sfera luminosa. All'interno di questo globo si profilarono le immagini di un Cristo crocifisso, della Madonna col Bambino in trono e di san Pietro. Allora Cellini chiese ai suoi carcerieri della cera per rappresentare Cristo come gli era apparso nella visione.
In seguito alla scarcerazione, grazie all'intercessione del cardinale Ippolito d'Este, egli conservò il modello di cera e, molti anni dopo, decise di ricavarne per la sua tomba una scultura in marmo (materiale assai insolito per un crocifisso, bianco per il Cristo e nero per la croce). In un suo testamento del 1555, lo scultore voleva che la sua tomba venisse ospitata nella basilica di Santa Maria Novella a Firenze, ma alla sua morte nel 1571 fu sepolto nella Cappella di San Luca della confraternita dei Pittori. Tutte le sue sculture «finite et non finite» vennero donate nel testamento a Francesco I de' Medici, il quale, nel 1576, donò il crocifisso al re Filippo II di Spagna, e da allora si trova nel monastero reale dell'Escorial.
Dopo un restauro nel 1994, il crocifisso fu ricollocato nella cappella dei Dottori della Chiesa nella controfacciata, lato sinistro, della basilica dell'Escorial, continuando la tradizione di coprire le parti intime con un panno, come avviene da quando l'opera si trova in Spagna.

## Descrizione
Il Cristo è rappresentato completamente nudo con il corpo lucente che contrasta con il marmo nero della croce su cui si staglia e con il buio che regna nella cappella della chiesa del monastero nella quale è conservato. Il capo del Cristo è reclinato sulla spalla destra e le labbra e gli occhi dischiusi dopo aver esalato l'ultimo respiro.